# Jeans Team
Jeans Team est un groupe allemand de musique électronique, originaire de Berlin. Le groupe est connu pour son retour à la Neue Deutsche Welle et à des groupes comme Trio ou DAF, et pour sa musique électronique. 

## Histoire

### Débuts
C'est à peu près à la même époque que Franz Schütte et Reimo Herfort fondèrent le projet visuel et auditif Jeans Team et participent à la création de la « légendaire », galerie Berlintokyo au Hackeschen Markt à Berlin-Mitte. L'année de fondation de cette galerie polyvalente, gérée avec d'autres amis, qui organisait des expositions et des concerts et qui est devenue un lieu de rencontre branché, est 1996 pour le duo Jeans Team et 1995,,, pour le duo. Le duo prend le nom d'une enseigne lumineuse bleue et blanche qui se trouvait dans le quartier de Wedding, dans une rue au-dessus d'un magasin de chaussures qui vendait auparavant des jeans. L'enseigne anachronique en néon plaisait aux musiciens ; elle correspondait à leur concept de réutilisation de l'existant. Après quelques années, ils achètent le tube fluorescent et le transportent d'un lieu de représentation à l'autre. Les premiers concerts officiels de Schütte et Herfort en 1996 consistaient en la projection d'un film vidéo préenregistré de 45 minutes appelé Baby, auquel ils ajoutent des sons électroniques. Le concert, enregistré sur des cassettes VHS, est vendu dans la galerie, chaque cassette vidéo étant insérée dans une pochette cousue à la main avec du tissu de jean.
En 1997, Gunther Kreis et Henning Watkinson les rejoignent et transforment le groupe expérimental de deux personnes en un véritable groupe de musique électronique,. Après plusieurs compilations sur les labels Spielkreis et Bungalow de la galerie, une première tournée en Allemagne est organisée. Enfin, en 1998, les membres de Jeans-Team fondent le label Nadel Eins pour la publication des deux singles Hi Fans et Ein Atom. Les singles contiennent également trois reprises punk instrumentales. Le fait que la première du single en septembre 1998 ait commencé par une panne parce que l'édition avait été fabriquée avec un trou trop petit pour la tige du tourne-disque ne les dérange pas - ils le ressortent simplement dans un état lisible. Le groupe effectue ensuite une nouvelle tournée et se rend également dans les pays limitrophes, où il donne des concerts à Paris et Amsterdam.
En 1999, le groupe Jeans Team enregistre son premier album Ding Dong dans son propre studio Nadel Eins et après sa sortie en juin 2000 sur Kitty-Yo, il part en tournée en Allemagne. Outre de nouveaux morceaux, l'album contient également des versions de leurs deux singles sortis en 1998. Des critiques positives dans des magazines musicaux étrangers permettent au groupe de connaître un succès international durable — malgré des textes en allemand — et plusieurs groupes répondent à l'invitation de remixer leurs chansons. Certaines de ces interprétations constituent le noyau des différentes éditions du maxi-single Keine Melodien en 2000 et 2001. Un clip est réalisé pour le remix de MJ Lan (artiste à l'esprit bas), qui est passé en rotation sur VIVA et MTV. Peaches, qui s'est également emparée de la chanson et qui figure sur le maxi-single, joue cette version lors de ses propres concerts. L'adaptation de MJ-Lan figure sur de nombreuses compilations et est partout dans les playlists des DJ internationaux. Environ 15 000 exemplaires du single sont vendus dans le monde entier. Dans la foulée de ce succès, le groupe effectue des tournées en Allemagne, en Autriche et (avec Peaches) en Scandinavie. Il se produit également dans des festivals en Allemagne, en Espagne (ici au festival international de Benicàssim) et au Danemark (ici au Roskilde).
En hiver 2001/2002, les musiciens font une pause pour terminer leurs études - art, montage de films et architecture. En septembre 2002, l'EP Gold und Silber sort chez Kitty-Yo, avec trois nouvelles chansons de Ding Dong ainsi que d'anciennes chansons retravaillées. Faisant suite au succès de Keine-Melodien, le son est ici plus gras, la production plus orientée vers la dance. Gold und Silber est licencié par le label Pluxemburg, et devient ainsi la première publication de Jeans Team en Scandinavie. Par la suite, le groupe part en tournée en Allemagne, en Espagne, en Angleterre et en Écosse.

### Musik von oben
Entre-temps, le promoteur de Kitty-Yo et proche confident Patrick Wagner (également chanteur et guitariste de Surrogat), responsable de Jeans Team, quitte l'entreprise en conflit. Cet événement marque également la fin de la période de Jeans Team chez Kitty-Yo, et il s'ensuit une phase d'absence de contrat, car Wagner travaille d'abord un certain temps comme chef de produit chez le label Motor Music d'Universal, jusqu'à ce qu'il fonde en 2003 le label Louisville Records avec sa collègue d'Universal, Yvonne Franken,. L'équipe de Jean prend son temps pour l'enregistrement de son deuxième album, qui se déroule dans son propre studio entre fin 2002 et fin 2003. Le travail en studio est interrompu par une invitation de la BBC à Londres pour une session John Peel. En mai 2003, l'Institut Goethe l'envoie envoyé en tournée en Russie, avec des représentations à Nijni Novgorod, Samara, Saratov, Rostov-sur-le-Don et Moscou. Des concerts au Portugal, en Suède et en Norvège suivent. Le groupe Motorola utilise Hi Fans dans l'une de ses publicités pour téléphones portables diffusées en Asie, dans laquelle le groupe apparaît également. Avec une partie des honoraires, les musiciens réalisent leur rêve et achetèrent un exemplaire du synthétiseur Synclavier II. Une performance live d'improvisation de six heures dans les locaux de la galerie Neue Dokumente de la Schönhauser Allee, qui servaient auparavant de pharmacie, est enregistrée et publiée sous le nom de projet Elektroservice en février 2004 sur leur propre label ressuscité.
Quelques mois plus tard, Jeans Team est hébergé par Louisville et pour le début du contrat, il y a en octobre 2004 le single préliminaire Berlin am Meer, un hommage rêveur à la capitale. Le 10 janvier 2005, le CD Musik von oben suit. La structure de ce dernier rappelle celle de son prédécesseur, mais il est globalement plus électronique. Les arrangements électroniques de base sont allégés par l'ajout de nouveaux instruments comme les cuivres, l'autoharpe, l'harmonium, l'omnichord et le stealdrums ainsi que par le chant de chanteuses invitées. Comme il est d'usage après la sortie d'un album, le groupe part en tournée en Allemagne, en Suisse, en Autriche, en Angleterre, en Irlande, en France, en Espagne, en Scandinavie et au Canada. Cependant, lors de la plupart des concerts, seuls trois des quatre membres étaient sur scène, Gunther Kreis se concentrant davantage sur son activité de monteur de films. En mai, le groupe participe au Congrès de la culture européenne à Paris et enregistre un remix de Beatbox, une chanson du groupe irlandais de hip-hop Butternut, qui apparait sur leur maxi-single Uncle B-Boy.
À la fin de l'année, le groupe entre en studio et s'attaque en trio à l'album Kopf auf. Cette fois-ci, les instruments « classiques » du groupe, comme la guitare acoustique, la basse électrique et la batterie, sont mis en valeur. Les trois musiciens alternent le maniement des instruments ainsi que le chant. À la fin de l'été 2006, ils envoient la version démo de Das Zelt en avant-première en tant qu'offre de téléchargement ; en octobre, le support physique complet suit.

### Das ist Alkomerz
En 2009, l'équipe de Jeans se réduit au duo fondateur. Le guitariste Henning Watkinson s'était surmené et a quitté le groupe. Préférant une vie de musicien sans stress, il aide d'abord Blumfeld en 2006, puis, en 2009, également le groupe de Jochen Distelmeyer, soliste de Blumfeld. De plus, Louisville Records était en liquidation, de sorte que Jeans Team cherchait des partenaires pour de futures publications. Entre-temps, ils récupèrent les droits d'exploitation des compositions de l'ère pré-Louisville. C'est ainsi qu'ils produisent un best-of pour le marché chinois, qu'aucune mélodie n'est mise à disposition pour une publicité VW au Royaume-Uni et que le titre Waffenladen est réenregistré et sorti en tant que single vinyle (avec des remixes house et techno de la scène berlinoise) sur le label berlinois KarateMusik. En septembre et octobre 2009, le duo fait une tournée en Asie et joue entre autres à Séoul, Shanghai, Pékin et Tokyo. Ensuite, c'est à nouveau le tour de leur région d'origine.
L'année suivante, des tournées ont lieu en Russie et aux États-Unis. Afin de pouvoir publier de nouvelles créations comme Totes Kino et Cocktailständer, Schütte et Herford créent un label portant le nom de jeu de mots « Alkomerz ». En 2011, un clip est réalisé pour la première chanson, filmée en 2010 dans la piscine municipale de Wedding (d'où le nom de « Stattbad Wedding »), réaffectée à des fins culturelles. Un album studio ne sort qu'en 2013. Intitulé Das ist Alkomerz, il reprend le dernier nom de label utilisé, mais paraît sous le label Staatsakt, qui avait également sorti peu de temps auparavant le single en vinyle Menschen (sind zum Träumen da). L'album ne contient ni guitares ni batterie, et même les rythmes qui sonnent comme des percussions sont supprimés. Le Synclavier II joue le rôle principal. Les musiciens invoquent comme raisons la reproductibilité sur scène et l'homogénéité des morceaux entre eux. En avril 2013, le magazine urbain QIEZ remercie Jeans Team pour son « patriotisme local » en nommant le titre Scheiss drauf « vidéo de la semaine ». L'extrait de l'album Scheiss drauf est créé dans le quartier de Wedding et le Gesundbrunnencenter, qui figure également sur l'album, fait référence au centre commercial homonyme situé à la gare de correspondance de Gesundbrunnen, qui faisait également partie du quartier de Wedding avant la réforme des arrondissements en 2001.
Schütte et Herford, qui forment également le tandem de DJ Tracht und Prügel, commencent en 2017 à rééditer leur back catalogue, ainsi que des enregistrements inédits, tous retravaillés au studio Nadel-Eins. Ils ont commencé par la vidéo VHS originale Baby de 1996, suivie du single Kings of Dings (initialement sorti en 1998). En outre, toutes les publications du groupe sont progressivement mises à disposition via Bandcamp et Spotify, parfois complétées par des enregistrements inédits.

## Discographie

### Albums studio
- 2000 : Ding Dong (LP/CD, Kitty-Yo)
- 2004 : Elektroservice Live at Neue Dokumente (sous Elektroservice ; CD, Nadel Eins)
- 2005 : Musik von oben (LP/CD, Louisville Records)
- 2006 : Kopf auf (LP/CD, Louisville Records)
- 2013 : Das ist Alkomerz (LP/CD, Staatsakt)

### Singles et EP
- 1998 : Hi Fans! (single, Nadel Eins)
- 1998 : Ein Atom (single, Nadel Eins)
- 1999 : Kings of Dings (single, Nadel Eins)
- 2000 : Keine Melodien (single/CDM, Kitty-Yo)
- 2001 : Keine Melodien (single/CDM, Kitty-Yo/V2)
- 2002 : Gold und Silber (single/CDM, Kitty-Yo)
- 2004 : Berlin am Meer (single/CDM, Louisville Records)
- 2005 : Oh Bauer (single/CDM, Louisville Records)
- 2005 : Wunderbar (CD-R, Louisville Records)
- 2006 : Das Zelt (12"-Single/CDM, Louisville Records)
- 2006 : Nonstop Nonstop Nonstop (single/MP3, defDrive)
- 2009 : Waffenladen (single, KarateMusik)
- 2010 : Totes Kino / Cocktailständer (single/CDM, Alkomerz)
- 2011 : Bomberjäeckchen (single/MP3, Alkomerz)
- 2012 : Menschen (sind zum Träumen da) (single vinyle, Staatsakt)

### Participations
- 1997 : Henning Rock 'N' Roll – Spielkreis 01 – sampler (Galerie BerlinTokyo)
- 1997 : Hi Fans! – Ro 3003 – sampler (Bungalow)
- 1998 : Fetzfakor 1:1000 – Jimmy Gimme More – sampler (Hausmusik)
- 2001 : Keine Melodien – Berlin Macht Schule (V2 Records)
- 2001 : Keine Melodien – Viva2 Fast Forward (V2 Records)
- 2003 : Keine Melodien – Soloalbum – (Soundtrack, Universal)
- 2006 : Das Zelt – Rolling Stone New Noises Vol. 80

### Compilation
- 2009 : Allbums!

### DVD live
- 1996 : Baby